# Stolna
Stolna – wieś w Rumunii, w okręgu Kluż, w gminie Săvădisla. W 2011 roku liczyła 250 mieszkańców.